# Leicaflex
La Leicaflex è stata la prima serie di 35 millimetri single-lens reflex (SLR) prodotta da Leitz. Le Leicaflex erano fotocamere meccaniche commercializzate tra il 1964 e il 1976, in risposta al rapido aumento di popolarità e la fruibilità delle reflex durante questo periodo. Nonostante fossero estremamente durevoli e superbamente rifinite, il loro appeal è stato limitato dalla loro incapacità di stare al passo con lo stato dell'arte nella progettazione SLR, la loro selezione piuttosto limitata di accessori, e il loro prezzo estremamente alto rispetto alle dirette concorrenti giapponesi. Sono state infine sostituite dalle Leica serie R, sviluppate da Leitz con l'assistenza di Minolta nel quadro di un accordo di cooperazione tra le due società, che continuarono, comunque, a usare la stessa baionetta (Leica R), introdotta nel 1964 dal primo modello di Leicaflex. 

## Sviluppo
Leitz è stato un partecipante riluttante nel mercato reflex. All'inizio degli anni 1960, le uniche fotocamere prodotte da Leitz erano 35 millimetri a telemetro, un design telecamera che i suoi concorrenti giapponesi, in particolare Nippon Kogaku (Nikon), cominciavano ad abbandonare in favore di modelli reflex. Il management della società ha continuato a credere nei vantaggi intrinseci del progetto a telemetro sul SLR, ma in considerazione del costante cambiamento della quota di mercato dal telemetro verso la reflex come la Nikon F, la Asahi Pentax e la Minolta SR-series dei primi anni 1960, e la crescente importanza delle fotocamere reflex di alta qualità tra i fotografi professionisti, avevano poca scelta per offrire una reflex propria. Per competere pertanto in questo mercato, Leitz ha introdotto una reflex costosa, chiamata Leicaflex. Tra i fotografi che hanno utilizzato una Leicaflex degni di menzione sono Ernst Haas, Stephen Dalton, Arthur Elgort, Stanislao Farri, Frank Horvat, David Muench, Fulvio Roiter.

## Accessori
- Motorizzazione per la SL Mot e SL2 Mot Leicaflex, chiamato "Leicaflex Motor"
- Borsa Eveready 14557
- Borse Eveready